# Jared Fogle

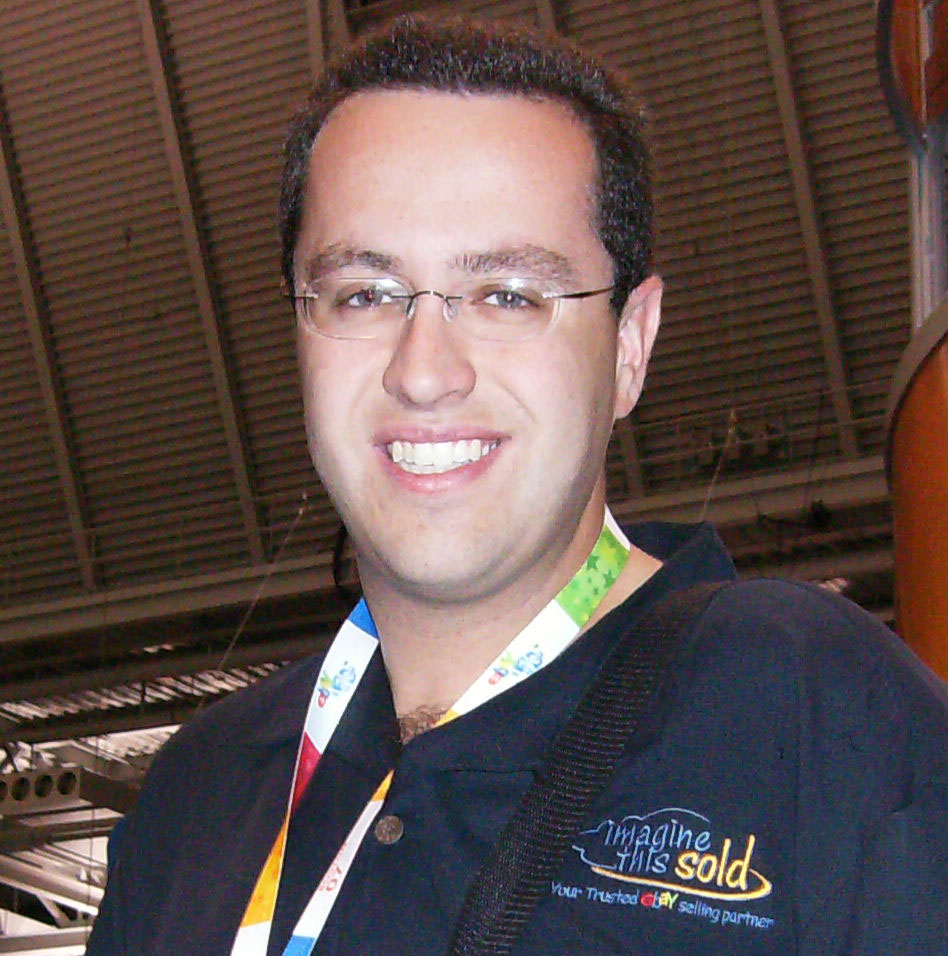
Jared Fogle (2007)

Jared Scott Fogle (* 23. August 1977 in Indianapolis, Indiana) ist ein US-amerikanischer Schauspieler, welcher als Werbegesicht für die Fast-Food-Kette Subway international bekannt wurde. Er wurde später wegen sexuellen Missbrauchs von Minderjährigen verurteilt.

## Leben
Fogle schloss 1995 sein Studium an der Indiana University Bloomington ab und war nur kurz berufstätig. Nach eigenen Angaben hatte er durch eine Diät, die hauptsächlich aus wenigen Subway-Produkten und Fitness bestand, eine erhebliche Reduktion seines Körpergewichtes um 111 Kilo erreicht. Er wurde Werbegesicht für Werbekampagnen von Subway im nordamerikanischen Markt, speziell für Subway-Spots. 2002 wurde er in einer South-Park-Folge (Jared Has Aides) parodiert. 2004 gründete er die Jared Foundation, eine Stiftung zur Bekämpfung von Adipositas bei Kindern.
Seine Beschäftigung bei Subway endete, als ihm 2015 vorgeworfen wurde, für den Sex mit Minderjährigen und den Erhalt von Kinderpornographie bezahlt zu haben. Am 19. August 2015 bekannte er sich vor Gericht schuldig, Kinderpornographie besessen zu haben und gereist zu sein, um Sex mit Minderjährigen zu haben. Fogle bekannte sich am 19. November 2015 formell zu den Vorwürfen und wurde zu 15 Jahren und 8 Monaten im staatlichen Gefängnis Englewood in Denver verurteilt. Er muss mindestens 13 Jahre absitzen, um sich für eine frühzeitige Entlassung zu qualifizieren.